# Ancyluris jurgensenii
Ancyluris jurgensenii är en fjärilsart som beskrevs av Saunders 1849. Ancyluris jurgensenii ingår i släktet Ancyluris och familjen Riodinidae. Inga underarter finns listade i Catalogue of Life.